# Amblycerus anosignatus
Amblycerus anosignatus là một loài bọ cánh cứng trong họ Bruchidae. Loài này được Chevrolat miêu tả khoa học năm 1877.